# Emire
Emire ist ein weiblicher Vorname. Es handelt sich vermutlich um eine Ableitung von dem bosnischen und türkischen männlichen Vornamen Emir, der seinerseits arabischer Herkunft ist, oder um eine Variante des bosnischen weiblichen Vornamens Emira, der seinerseits von dem arabischen Vornamen Amirah abgeleitet ist.

## Namensträgerinnen
- Emire Erhan-Neubauer (* 1945), deutsch-türkische Schauspielerin